# 第二工学部
第二工学部（だいにこうがくぶ）とは、かつて東京大学、東海大学、日本大学、神奈川大学、近畿大学に設置されていた学部（工学部）の名称である。

## 東海大学第二工学部

### 沿革
- 1963年 開設。
- 2006年 情報デザイン工学部に改組。
- 2008年 最後の学生募集となる。

## 日本大学第二工学部
詳細は「日本大学」および「日本大学工学部・大学院工学研究科」

## 神奈川大学第二工学部

### 沿革
- 1959年 短期大学部第二部を昇格させ電気工学科、機械工学科の2学科を開設。
- 1988年 夜間18：00からのみの開講から土曜日のみ14：40から開講
- 2001年 電気工学科を電気電子情報工学科に改称。
- 2006年 第二法学部、第二経済学部とあわせ第二工学部を学生募集停止。2005年度の入学定員は各学科とも80名であった。

## 近畿大学第二工学部

### 沿革
- 1966年 開設。
- 1985年 九州工学部に改名。
- 2004年 産業理工学部に改組。